# Bouman GGZ

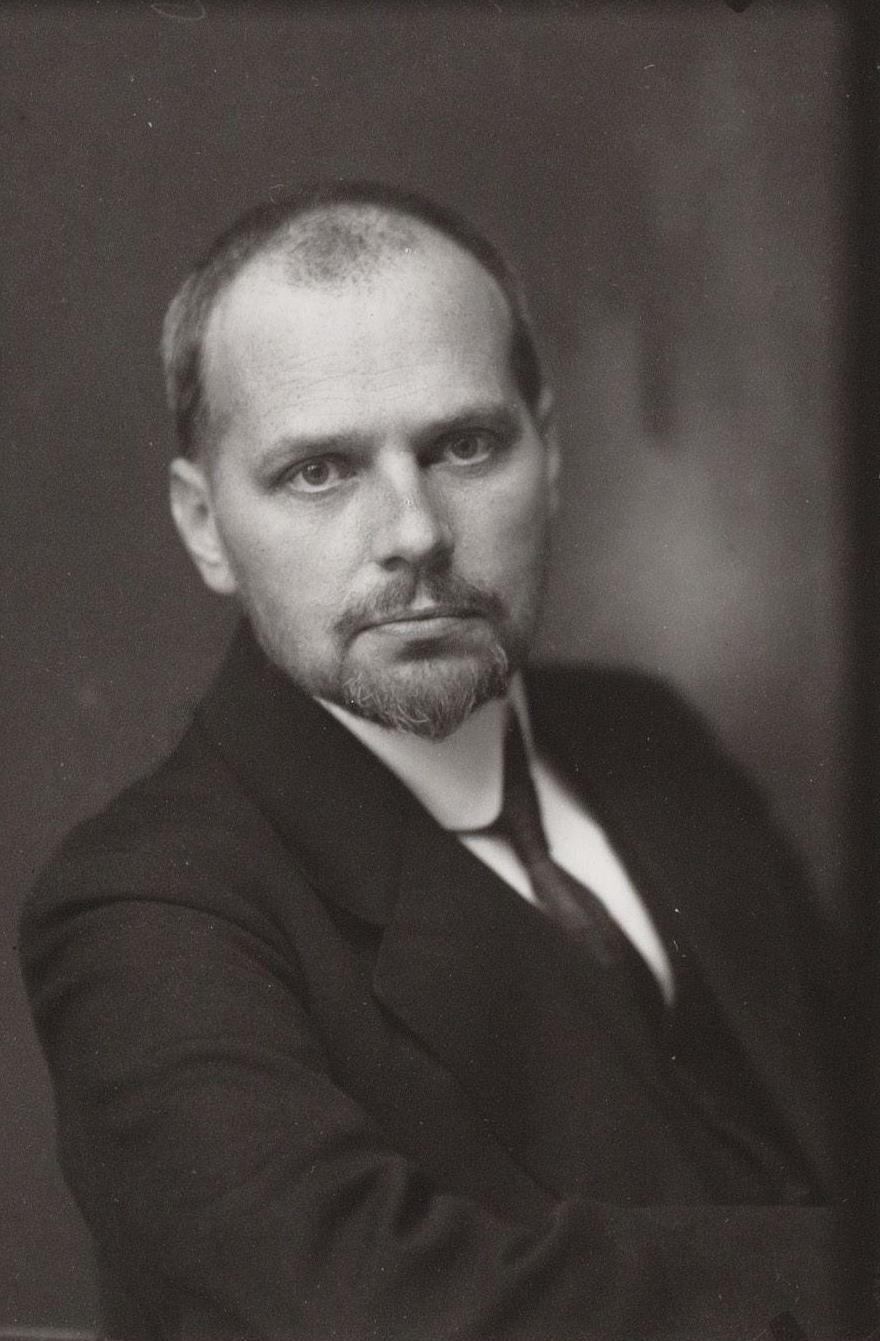
Klaas Herman Bouman (1915)

Bouman GGZ is een ggz-instelling voor verslaafden in de Nederlandse provincie Zuid-Holland, met vestigingen (vroeger ook wel zogenaamde Boumanhuizen) in Rotterdam, Dordrecht, Vlaardingen en Spijkenisse en is een van de grootste instellingen voor verslavingszorg in Nederland.
De instelling wordt gefinancierd vanuit AWBZ-, zorgverzekeringswet-, wachtlijst- en reclasseringsgelden en subsidies van de verschillende gemeenten, waaronder onder andere Rotterdam, Dordrecht, Spijkenisse, Vlaardingen en Leerdam.
Bouman GGZ is voortgekomen uit de Prof. Dr. K. Herman Boumanstichting, die in 1975 voortkwam uit twee medische consultatiebureaus voor alcoholisme in Rotterdam en Dordrecht, die aan het begin van de twintigste eeuw werden opgericht door de arts Klaas Herman Bouman (1874-1947).